# Jong Kwang-sok
Jong Kwang-sok ((정광석?, 鄭光石?); 5 gennaio 1994) è un calciatore nordcoreano, difensore del Chobyong.